# Henri Namphy
Henri Namphy   (Grande-Rivière-du-Nord, 2 de novembre de 1932 - República Dominicana, 26 de juny de 2018) va ser un general i figura política haitià que va exercir com a president de l'òrgan de govern interí d'Haití, el Consell Nacional de Govern, del 7 de febrer de 1986 al 7 de febrer de 1988. Va exercir el nou règim conegut com "El duvalierisme sense Duvalier". Va ocupar la presidència d'Haití en un govern interí per la junta militar, que va derrocar el dictador Jean-Claude Duvalier ("Bébé Doc"), posant així el final a gairebé 30 anys de govern personalista de la família Duvalier, però no pas acabant amb el duvalierisme. Va tornar a exercir com a president d'Haití des del 20 de juny de 1988 després del cop d'estat del juny de 1988 que va liderar, fins a la seva deposició el 17 de setembre de 1988 en el cop d'estat de setembre.
Després de la caiguda del govern encapçalat pel president vitalici Jean-Claude Duvalier, que va fugir del país amb la seva família el 1986, el tinent general Namphy va esdevenir president del consell de govern interí, format per sis membres civils i militars, que va prometre eleccions i reformes democràtiques. El seu règim va rebre el sobrenom de "duvalierisme sense Duvalier".
Namphy, que gaudia d'una reputació d'honestedat i apolítica, va tenir problemes durant les seves primeres setmanes al poder; els haitians van deixar de celebrar la marxa de Duvalier i van començar disturbis i saquejos . El març de 1986, mentre la violència assolava la capital, Port-au-Prince, el popular ministre de Justícia va dimitir del consell governant i Namphy va destituir tres membres més que tenien vincles estrets amb el règim de Duvalier. El nou consell tenia dos membres més a part de Namphy. El consell va tenir dificultats per exercir la seva autoritat a causa de les freqüents vagues i manifestacions.
Després de la seva designació, va mantenir la dictadura. Fou substituït en el càrrec per l'electe Leslie Manigat el 7 de febrer de 1988. Continuà com a cap de l'exèrcit i en un cop d'estat prengué de nou el poder quan el president Manigat el retirà el juny de 1988. Però el setembre d'aquell mateix any un altre general, Prosper Avril, el deposà de la presidència mitjançant un nou cop.
Va morir de càncer de pulmó el 26 de juny de 2018 a la República Dominicana, després de 30 anys a l'exili. Va dir a la seva família que volia ser enterrat a la República Dominicana. En el seu testament, va llegar la seva biblioteca personal a la Fundació Global Democracia y Desarrollo.
Namphy era tetralingüe (parlava crioll haitià, francès, castellà i anglès). S'havia casat dues vegades i tenia dues filles, una establerta a la Martinica i l'altra a la República Dominicana.